# Anywhere But Here (film)
Anywhere But Here is een Amerikaanse tragikomedie uit 1999 onder regie van Wayne Wang. Het verhaal van de film is gebaseerd op dat uit het gelijknamige boek van Mona Simpson. Voor haar bijrol werd Natalie Portman genomineerd voor onder meer een Golden Globe.

## Verhaal
Adele August (Susan Sarandon) verhuist van een klein dorp in Wisconsin naar Beverly Hills om haar dromen te realiseren. Ze neemt haar dochter Ann (Natalie Portman) met zich mee. In Beverly Hills doet Adele moeite om elke maand de huur te kunnen betalen. Ze wil dat haar dochter actrice wordt, maar Ann wil zelf liever gaan studeren.

## Rolverdeling
| Acteur             | Personage     |
| ------------------ | ------------- |
| Susan Sarandon     | Adele August  |
| Natalie Portman    | Ann August    |
| Hart Bochner       | Josh Spritzer |
| Eileen Ryan        | Lillian       |
| Ray Baker          | Ted           |
| Elisabeth Moss     | Rachel        |
| Shawn Hatosy       | Benny         |
| Faran Tahir        | Hisham Badir  |
| John Carroll Lynch | Jack Irwin    |
| Rachel Wilson      | Sylvia        |

## Filmlocaties
- Beverly Hills High School in Beverly Hills (Californië)
- Beverly Hills Hotel in Beverly Hills (Californië)
- Los Angeles International Airport in Los Angeles (Californië)
- Los Angeles (Californië)
- Westwood Village in Los Angeles (Californië)